# 메리앤 매캔드루

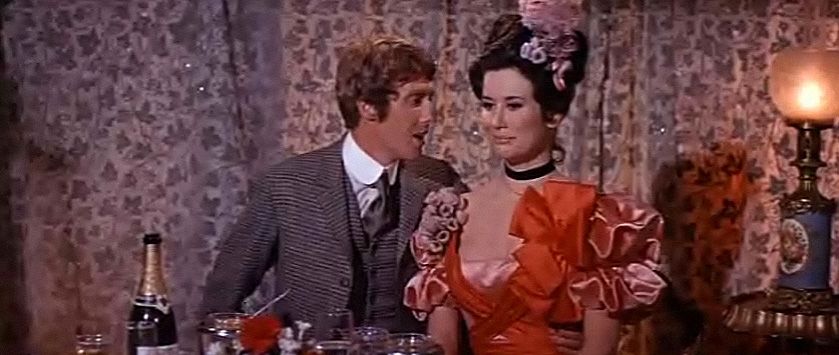

메리앤 매캔드루(영어: Marianne McAndrew, 1942년 11월 26일 ~ )는 미국의 배우이다.
클리블랜드에서 태어났다.

## 영화
- 머피 브라운 (1988년)
- 쉬즈 드레스트 투 킬 (1979년)
- 박쥐 인간 (1974년)
- 더 세븐 미니츠 (1971년)
- 헬로 돌리 (1969년)
- 하와이 5-0수사대 (1968년)